# Cascade Garry
Pour les articles homonymes, voir Garry.
La cascade Garry ou Cascade du Grand Boucan est une chute d'eau située sur le cours de la ravine Grand Boucan, sur le territoire des communes de Sainte-Rose et Lamentin sur l'île de Basse-Terre en Guadeloupe.
Elle est régulièrement confondue avec la cascade de Bis située quelques mètres avant en amont, sur le cours de la ravine Petit Boucan, qui elle-même vient se jeter dans la ravine Grand Boucan. 

## Description

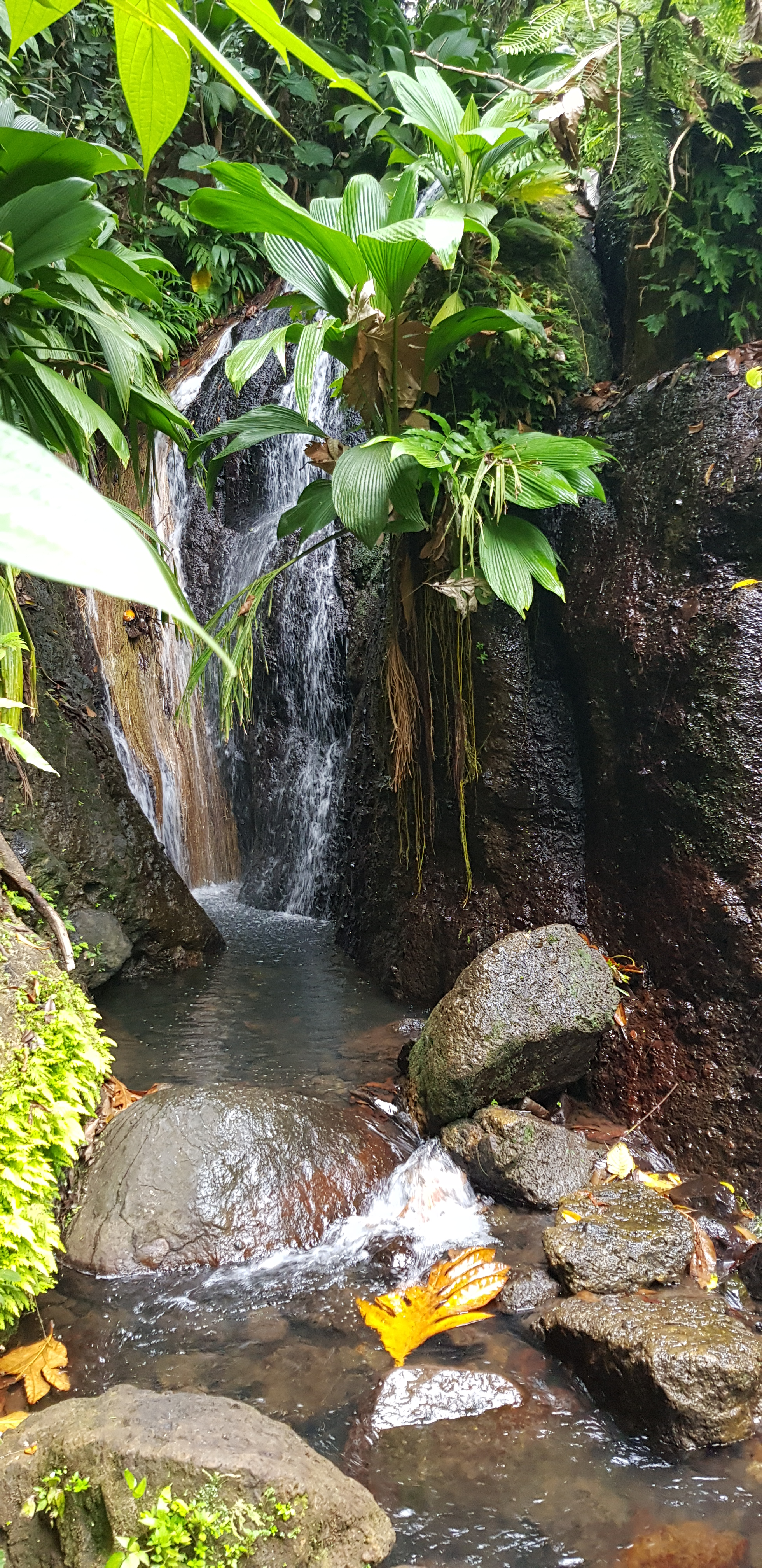
La cascade Garry, angle gauche.

La cascade Garry se partage en deux tronçons. Le tronçon principal se déverse dans un bassin où la baignade et le plongeon sont possibles. Le deuxième tronçon, sur la gauche du rocher central de la cascade, est formé de ruissellements sur les parois. 
La cascade est accessible par une courte randonnée pédestre qui passe par la cascade de Bis (sur la droite du chemin) au croisement des ravines Petit Boucan et Grand Boucan.